# Drosera leioblastus
Drosera leioblastus ist eine Pflanzenart aus der Gattung Sonnentau (Drosera). Diese fleischfressende Pflanze gehört zur Gruppe der sogenannten Zwergsonnentaue. Dieser Endemit kommt nur im südwestlichen Australien vor.

## Beschreibung

### Vegetative Merkmale
Drosera leioblastus ist eine mehrjährige, krautige Pflanze. Sie bildet eine vielschichtige, rosettenförmige Knospe aus Blättern mit einem Durchmesser von etwa 1,5 Zentimetern. Die Sprossachse ist 1 Zentimeter lang und mit den welken Blättern der Vorsaison bedeckt.
Die Knospe der Nebenblätter ist eiförmig, glatt, 6 Millimeter lang und 4 Millimeter im Durchmesser an der Basis. Die Nebenblätter selbst sind 3,5 Millimeter lang, 2 Millimeter breit, 1 Millimeter breit an der Basis und dreilappig. Der mittlere Lappen ist ganzrandig, die spitze etwas gezähnt. Die seitlichen Lappen sind ähnlich, aber der obere äußere Rand ist von der Spitze her geteilt und bildet eine kurze Franse.
Die Blätter sind in Blattstiel und Blattspreite gegliedert. Die Blattstiele sind 4,5 Millimeter lang, am Ansatz 0,6 Millimeter lang und verjüngen sich auf 0,4 Millimeter an der Blattspreite. Teilweise sind sie eng elliptisch und mit einigen Drüsen auf der Unterseite entlang der Ränder, nahe der Blattspreite, besetzt. Ansonsten unbehaart. Die Blattspreiten sind kreisrund und 1,7 Millimeter im Durchmesser. Die längeren Tentakeldrüsen befinden sich am Rand, kürzere in Inneren. Auf der Unterseite sind sie kahl.
Typisch für Zwergsonnentaue ist die Bildung von Brutschuppen: Die breit eiförmigen, 0,6 Millimeter dicken Brutschuppen werden gegen Ende November bis Anfang Dezember in großer Zahl gebildet und haben eine Länge von etwa 1,2 Millimeter und eine Breite von 1 Millimeter.

### Generative Merkmale
Die Blütezeit reicht in Australien von September bis Dezember. Die ein oder zwei Blütenstandsschäfte sind bis zu 2 Zentimeter lang und komplett dicht mit zylindrischen Drüsen besetzt. Der Blütenstand ist eine Wickel und enthält 20 bis 30 Blüten entlang einer Seite der Blütenstandsachse. Die Blütenstiele sind etwa 0,7 Millimeter lang.
Die zwittrigen Blüten sind radiärsymmetrisch und fünfzählig mit doppelter Blütenhülle. Die fünf Kelchblätter sind bei einer Länge von etwa 1,5 Millimetern sowie einer Breite von etwa 1 Millimetern breit eiförmig. Ihre unteren Ränder sind ganzrandig, der Rest und die Spitzen unregelmäßig gesägt und ihre Oberfläche ist an der Basis mit einigen Drüsen besetzt. Die fünf weißen Kronblätter sind bei einer Länge von 1,5 bis 2 Millimetern sowie einer Breite von 0,4 bis 0,5 Millimetern schmal elliptisch.
Die fünf Staubblätter sind 1 Millimeter lang. Die Staubfäden und die Staubbeutel sind weiß, die Pollen gelb. Der weiße Fruchtknoten ist bei einer Länge von etwa 0,5 Millimetern sowie einem Durchmesser von 0,5 Millimeter kreiselförmig und warzig. Die drei weißen Griffel sind halb aufrecht und etwa 0,2 Millimeter lang. Die gelben Narben sind bei einer Länge von etwa 0,4 Millimetern sowie an der Basis einem Durchmesser etwa 0,1 Millimetern sichelförmig und sie verjüngen sich zu einer Spitze.
Die Chromosomenzahl beträgt 2n = 10.

Verbreitung von Drosera leioblastus in Australien

## Verbreitung, Habitat und Gefährdung
Drosera leioblastus kommt nur auf einer kleinen Fläche im äußersten südwestlichen Australien vor. Sie gedeiht dort auf kieselsäurehaltigen Sandböden, vermischt mit Humus aus abgeworfenen Blättern unter und zwischen niedrigem Heidekraut.
Drosera leioblastus ist nur von einem Standort nördlich von Cataby bekannt. Extensive Rodung hat den größten Teil des ehemaligen Habitats bereits zerstört.

## Systematik
Die Erstbeschreibung von Drosera leioblastus erfolgte durch Neville Graeme Marchant und Allen Lowrie. Das Artepitheton leiblastus setzt sich aus den altgriechischen Wörtern "leios" für glatt sowie "blasta" für Ruheknospe zusammen und bezieht sich auf die glatte Nebenblätterknospe.
Die Art Drosera leioblastus entspricht auf den ersten Blick Drosera paleacea. Nähere Untersuchungen aber ergaben, dass Drosera leioblastus in Vielem unterschiedlich ist. Ein Merkmal ist, dass der Blütenstand von Drosera leioblastus dicht mit langen zylindrischen Drüsen besetzt ist. Das zweite Merkmal zeigt sich bei den Ruheknospen beider Arten: Wo Drosera paleacea wild gefranste Nebenblätter hat, besitzt Drosera leioblastus fast ganzrandige Lappen.
Jan Schlauer stellte 1996 die Taxa Drosera leioblastus, Drosera roseana und Drosera stelliflora als Unterarten zu Drosera paleacea, Allen Lowrie akzeptierte allerdings neben Drosera paleacea N.G.Marchant & Lowrie subsp. paleacea nur die Unterart:
- Drosera paleacea subsp. trichocaulis (Diels) N.G.Marchant & Lowrie